# شوهي ياناغيأساكي
شوهي ياناغيأساكي (باليابانية: 柳崎 祥兵) (11 يونيو 1984 في كاغوشيما في اليابان – )؛ هو لاعب كرة قدم ياباني سابق كان يلعب كلاعب وسط.

## وصلات خارجية
- شوهي ياناغيأساكي على موقع رابطة كرة القدم اليابانية للمحترفين (اليابانية)
- شوهي ياناغيأساكي على موقع قاعدة بيانات كرة القدم.إي يو (الإنجليزية)
- شوهي ياناغيأساكي على موقع Soccerway.com (الإنجليزية)